# Oostzaan
Oostzaan es un pueblo y municipio de la provincia de Holanda Septentrional en los Países Bajos. Cuenta con una superficie de 16,08 km² de los que 11,53 km² corresponden a la superficie emergida y 4,55 km² están ocupados por el agua, con una población en 2014 de 9154 habitantes. El municipio forma parte del área metropolitana de Ámsterdam y de la región de Ámsterdam, localizándose al norte de la capital. 
Oostzaan tuvo un pasado marinero en el que jugaron un papel importante la Compañía Neerlandesa de las Indias Orientales y la Compañía Neerlandesa de las Indias Occidentales, así como la construcción de barcos. En el municipio nació Claes Gerritszoon Compaen (1587-1660), célebre armador, comerciante y corsario. También nació aquí el pintor Jacob Cornelisz. van Oostsanen, muerto antes de 1533.

## Galería

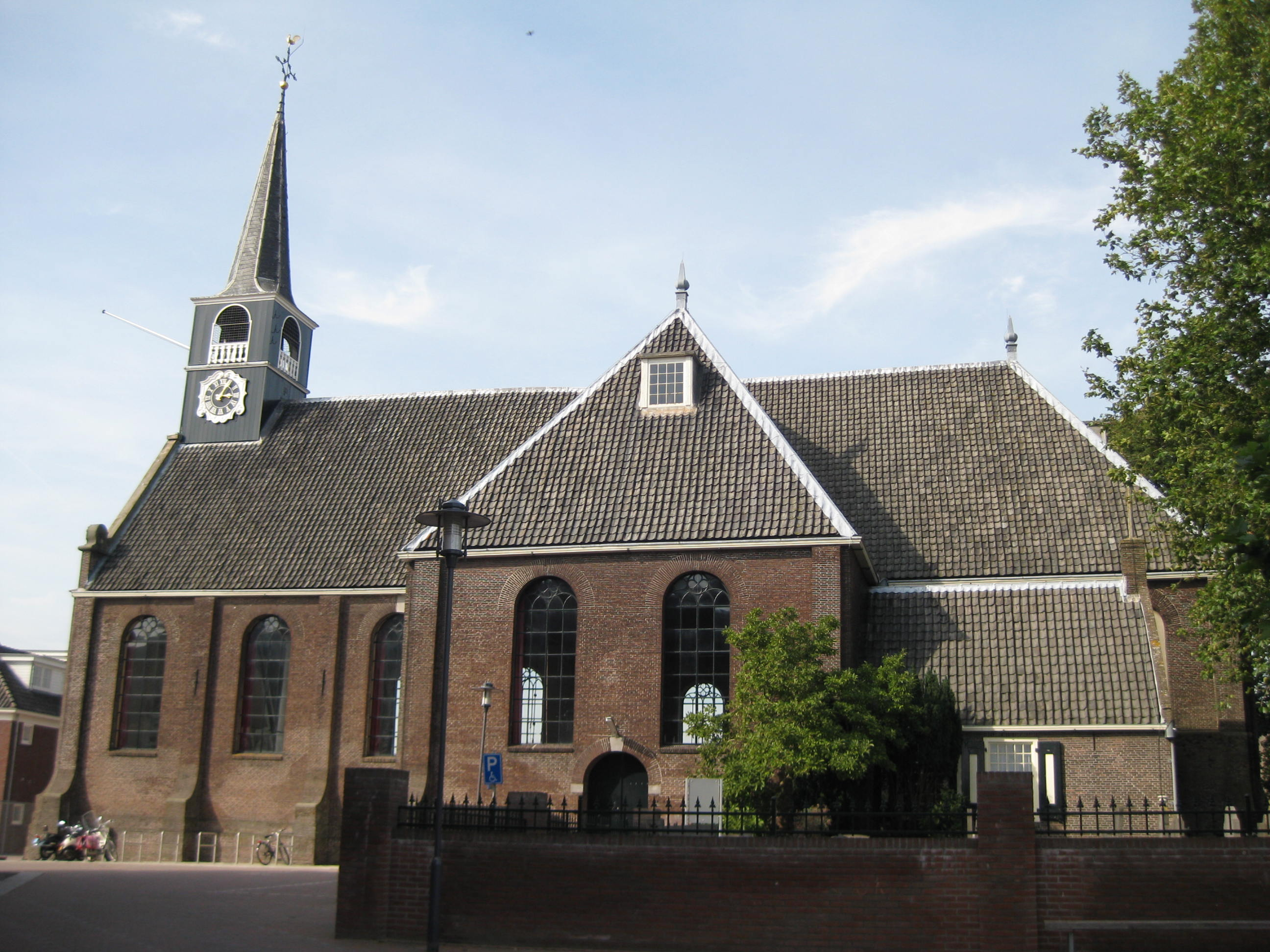
Iglesia reformada en la aldea de Kerbuurt.
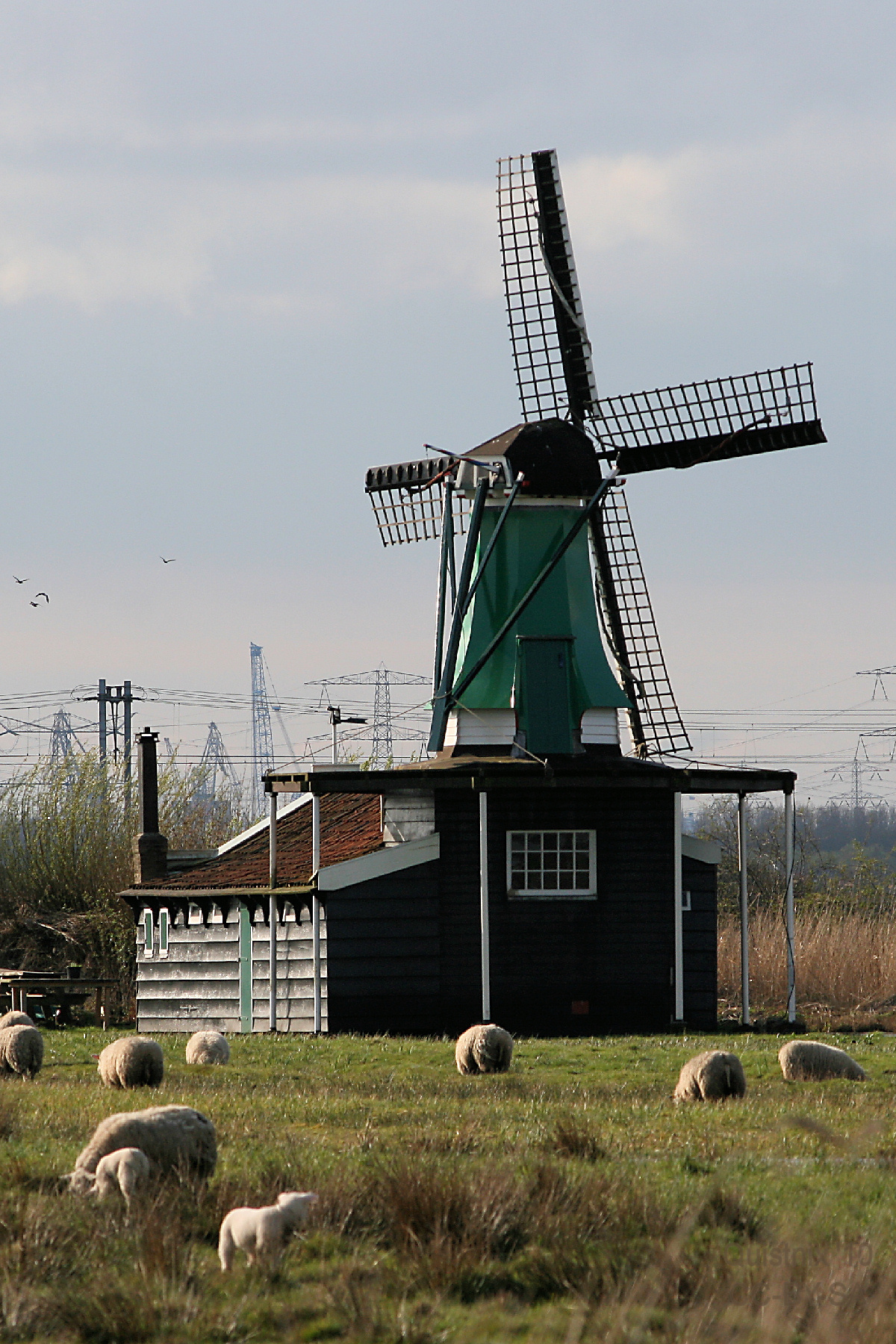
Molino De Windjager